# Ptychodactis
A Ptychodactis a virágállatok (Anthozoa) osztályának tengerirózsák (Actiniaria) rendjébe ezen belül a Ptychodacteae alrendjébe és a Ptychodactinidae családjába tartozó nem.

## Rendszerezés
A családba és a nembe az alábbi 2 faj tartozik:
- Ptychodactis aleutiensis Eash-Loucks, Jewett, Fautin, Hoberg & Chenelot, 2010
- Ptychodactis patula Appellöf, 1893 - típusfaj